# سیشین-نی
سیشین-نی (به ژاپنی: 清心尼 Seishin-ni); ۱ ژانویهٔ ۱۵۸۵ – مرگ ۱۶۴۴) سیاستمدار، و حاکم قلعه در اواخر دوره سنگوکو و اوایل دوره ادو در ژاپن بود.